# Música sabanera
La música sabanera es un conglomerado musical de varios subestilos y ritmos, autóctono de la región sabanera de Colombia, comprendiendo los departamentos de Bolívar, Sucre y Córdoba. Tiene influencia española, por la organización estrófica y la métrica; alemana, por el acordeón diatónico traído a La Guajira, a finales del siglo XIX; afrocolombiana, por el uso de ciertos membranófonos que apoyan el ritmo a la melodías, indígena (por la guacharaca, idiófono de raspado); y mestiza, por las gaitas, instrumentos de viento.
Los juglares sabaneros tienen para mostrar más de 30 ritmos que son ejecutados tanto con acordeón como con gaitas, guitarras, marímbulas, y por bandas de viento, entre otras agrupaciones. Los aires más populares son el porro y la cumbia, así como el fandango, el chandé, el pajarito, el paseaíto, el pasebol, y la música de río, como la chalupa y la tambora, la cual no tiene melodía de instrumentos pero sí de voces. 
También se ejecutan en la sabana el paseo, el merengue, la puya y el son, pero de manera muy diferente a la vallenata.
Dentro de las canciones representativas de la música sabanera tenemos: la cumbia sampuesana,la cumbia cienaguera, los sabanales, la pollera colorá, la pava congona, plazita de majagual, el toro negro, el toro balay, fiesta en Corraleja, festival en Guararé,porro Majagual, la camisa raya,las tapas, entre otros.
La música sabanera interpretada con acordeón al incluir instrumentos como bombardino, saxo alto, trombón o trompeta la hace más atractiva y sobre todo en ritmos alegres como el paseaito, el chande y el fandango. No obstante, los instrumentos básicos son caja, guacharaca y congas. Del mismo modo,  existe diferencia en lo que concierne con la música vallenata, sobre todo en los ritmos de paseo y merengue, las notas en el acordeón resultan de menos “pique” por tanto es de forma melódica, la música sabanera es mucho más acompasada, melodiosa y con mucha tendencia hacia los tonos menores, mientras que la vallenata es más picada y con prevalencia del tono mayor.

## Exponentes
Corraleros del Majagual, Calixto Ochoa, Andrés Landero, William Molina, Fredy Sierra, Felipe Paternina, Aniceto Molina, Alfredo Gutiérrez, Adolfo Pacheco, Lisandro Meza, Armando Hernández, Dolcey Gutiérrez, Cesar Castro "Chane" Meza, Andrés Landero Jr. Miguel Duran, Hermanos Tuirán, Liborio Reyes, Oswaldo Ruiz, entre otros.